# Світлана Блесс
Світлана Блесс (латис. Svetlana Bless; 4 листопада 1942 — 14 жовтня 2022) — радянська та латвійська акторка.

## Життєпис
Світлана Боднієце народилася 4 листопада 1942 року у селі Райнфельд Мар'яновського району Омської області в родині інженера.
1962 року закінчила 5-ту Ризьку середню школу, 1968 року — відділення клоунади і музичного жанру Державного училища циркового та естрадного мистецтва. У 1962—1964 роках навчалася на економічну та юридичному факультетах Латвійського державного університету.
У 1968—1969 роках працювала чтицею у Латвійській філармонії. У 1969—1976 роках  — акторка Валміерського драматичного театру. Із 1977 року — акторка Державного драматичного театру імені А. Упіта (Національний театр).
Знімалася в невеликих ролях у фільмах Ризької кіностудії, дебютувавши 1974 року у короткометражці «Приморський клімат» Роланда Калниньша.
Перебувала у шлюбі зі співаком Адольфом Путісом. Їхня дочка Єва Путе (нар. 1975) також стала акторкою.
Світлана Блесс померла 14 жовтня 2022 року в 79-річному віці.

## Фільмографія
| Рік  |    | Українська назва            | Оригінальна назва           | Роль        |
| ---- | -- | --------------------------- | --------------------------- | ----------- |
| 1974 | кф | Приморський клімат          | Piejūras klimats            | Узтупе      |
| 1978 | ф  | Театр                       | Teātris                     | епізод      |
| 1979 | ф  | Незавершена вечеря          | Nepabeigtās vakariņas       | Єва Свенсон |
| 1979 | кф | Все через цю шалену Пауліну | Tās dullās Paulīnes dēļ     | Майга       |
| 1981 | ф  | Пам'ятати або забути        | Atcerēties vai aizmirst     | епізод      |
| 1981 | кф | Червоний терорист           | Rudas terorists             | -           |
| 1982 | ф  | Блюз під дощем              | Lietus blūzs                | епізод      |
| 1982 | ф  | Коротка настанова в коханні | Īsa pamācība mīlēšanā       | Тергатая    |
| 1982 | ф  | Особисте життя Діда Мороза  | Salavecīša personiskā dzīve | буфетниця   |
| 1985 | ф  | Остання індульгенція        | Pēdējā indulgence           | епізод      |
| 1985 | ф  | Чужий випадок               | Svešs gadījums              | епізод      |
| 1987 | ф  | Збіг обставин               | Apstākļu sakritība          | Сільвія     |
| 1995 | ф  | Рижські пси                 | Hundarna i Riga             | Віра        |
| 2001 | ф  | Добрі руки                  | Labãs rokas                 | епізод      |

## Ролі у театрі
Валміерський драматичний театр
- 1970 — «Одруження» (М. В. Гоголь) — Агафія Тихонівна
- 1970 — «Блудний син» (Рудольф Блауманіс) — Ажа
- 1971 — «Мишоловка» (Агата Крісті) — місіс Бойл
- 1971 — «П'ять вечорів» (Олександр Володін) — Зоя
- 1972 — «Ідол» (Дж. М. Замфіреску) — Фрося
- 1973 — «Чорна комедія» (Пітер Шеффер) — Фернівела
- 1974 — «Минулого літа в Чулимську» (Олександр Вампілов) — Хороших
- 1974 — «Три сестри» (А. П. Чехов) — Анфіса

Драматичний театр ім. А. Упіта (Національний театр)
- 1977 — «Час великої надії» (І. Пінніс) — Луція
- 1978 — «Мир входить в дім» (Паулс Путніньш) — Юліта
- 1979 — «Аморальна історія» (Еміль Брагінський, Ельдар Рязанов) — Одінцова
- 1979 — «Еміль і берлінські хлопчаки» (Еріх Кестнер) — бабуся Еміля
- 1980 — «Часи землемірів» (Рейніс і Матіс Каудзіт) — Олінієте
- 1984 — «Метелик… Метелик» (Альдо Ніколаї) — Фока
- 1985 — «За квітами, де сімейний годинник» (Паулс Путніньш) — Вікторія
- 1986 — «Вагончик» (Ніна Павлова) — Пашина
- 1987 — «З хатиною до церкви» (Паулс Путніньш) — Колега
- 1989 — «Жіноча сила» (Анна Брігадере) — Сауспурвене
- 1991 — «Великий вилов» (Анна Брігадере) — Триніня
- 1994 — «Приблудне кошеня» (Я. Петерсон) — Хелена
- 1996 — «Третє слово» (Алехандро Касона) — Анхеліна
- 1997 — «Син рибалки» (за романом Віліса Лациса) — Мілтіня
- 1998 — «Невгамовний дух» (Ноел Ковард) — мадам Аркаті